# Hans Bolewski
Hans Bolewski (* 10. Oktober 1912 in Kiel; † 17. November 2003 in Hannover) war ein deutscher Erwachsenenbildner.

## Leben
Bolewski war der Sohn des Spediteurs Christoph Bolewski und dessen Frau Klara, geb. Jürgens. Sein Vater fiel im Ersten Weltkrieg im Jahr 2015. Er besuchte die Kieler Hebbelschule. Er studierte Theologie, und Philosophie an der Universität Kiel (wo er auch im Sozialistischen Deutschen Studentenbund aktiv war), in Marburg, Halle an der Saale und in London. Seine Promotion zum Lic. theol. erfolgte 1936 bei Hans Windisch und Julius Schniewind in Halle an der Saale.
Während des Zweiten Weltkriegs leistete Bolewski ab 1939 Kriegsdienst und wurde erst 1949 aus der russischen Kriegsgefangenschaft entlassen. In den Jahren 1949/1950 war er in Edinburgh tätig und wirkte danach von 1950 bis 1953 als Studentenpfarrer in Hamburg.
Bolewski war von 1953 bis 1955 Direktor der Informationsabteilung des Lutherischen Weltbundes in Genf und von 1955 bis 1972 Direktor der Evangelischen Akademie Loccum. Ab 1972 lehrte er als Honorarprofessor für Erwachsenenbildung an der Universität Hannover.
Hans Bolewski starb am 17. November 2003 in seinem Haus in Hannover-Kirchrode und wurde auf dem Kirchröder Friedhof (Friedhof der Jakobigemeinde) beerdigt.

## Schriften (Auswahl)
- Christos Archiereus. Über die Entstehung des hohenpriesterlichen Würdenamens Christi. Dissertation 1939, OCLC 71910406.
- mit Tobias Brocher, Armand Mergen, Herbert Ernst Müller: Plädoyer für die Abschaffung des § 175. Suhrkamp, Frankfurt am Main 1966; 2. Aufl. 1967.
- mit Erika Fink, Brigitte Spree: Berufsbezogene Weiterbildung in Internatseinrichtungen der allgemeinen und politischen Erwachsenenbildung. Verlag Bundesinstitut für Berufsbildung, Berlin 1978, OCLC 613037731.
- Politische Erwachsenenbildung. Ein Positionspapier. Hrsg. von Fritz Pirkl, Verlag Akademie für Politik und Zeitgeschehen, München 1978; 2. Aufl. 1979, OCLC 905058438.
- Die Idee der Akademie. Versuch der Geschichte einer Akademie aus der Sicht eines Beteiligten. Lang, Frankfurt/Berlin 2009, ISBN 978-3-631-59475-9.